# Monobryozoon sandersi
Monobryozoon sandersi is een mosdiertjessoort uit de familie van de Monobryozoidae. De wetenschappelijke naam van de soort is voor het eerst geldig gepubliceerd in 1981 door d'Hondt & Hayward.